# 1992–1993-as magyar férfi röplabdabajnokság
Az 1992–1993-as magyar férfi röplabdabajnokság a negyvennyolcadik magyar röplabdabajnokság volt. A bajnokságban tizenkilenc csapat indult el, az előző évi első két helyezett az osztrák, magyar, cseh, szlovák, horvát és szlovén csapatok részvételével tartott Szuperligában szerepelt, a többiek az előző évi szereplés alapján két csoportban (A csoport: 1-8. helyért, B csoport: 9-17. helyért) két kört játszottak. Az alapszakasz után a Szuperligában szereplő két csapat és az A csoport 1-6. helyezettjei play-off rendszerben játszottak a végső helyezésekért, az A csoport 7-8. és a B csoport 1-2. helyezettjei egymás közt két kört játszottak a 9-12. helyért, míg a B csoport 3-8. helyezettjei az addigi pontjaikat megtartva egymás közt még két kört játszottak a 13-18. helyért (az ifjúsági válogatott már nem vett részt).
- A Tungsram SC és az Újpesti TE röplabda-szakosztálya egyesült Tungsram SC-Újpest néven.
- A Fabulon-Vasas SC neve Vasas SC lett.
- A Kazincbarcikai Vegyész új neve Kazincbarcikai SC lett.
- A Veszprémi SE új neve Veszprémi RC lett.
- A Tatabányai DRC új neve Tatabányai SC lett.

## Alapszakasz

### A csoport
| #  | Csapat                 | M  | Gy | V  | Sz+ | Sz- | P  |
| -- | ---------------------- | -- | -- | -- | --- | --- | -- |
| 1. | Csepel SC              | 14 | 12 | 2  | 39  | 19  | 26 |
| 2. | Tungsram SC-Újpest     | 14 | 10 | 4  | 35  | 16  | 24 |
| 3. | Vasas SC               | 14 | 10 | 4  | 31  | 19  | 24 |
| 4. | Malév SC               | 14 | 9  | 5  | 32  | 20  | 23 |
| 5. | Nyíregyházi VSC        | 14 | 7  | 7  | 29  | 29  | 21 |
| 6. | Dunaferr SE            | 14 | 4  | 10 | 18  | 37  | 18 |
| 7. | Szolnoki Vegyiművek    | 14 | 2  | 12 | 19  | 38  | 16 |
| 8. | Kazincbarcikai Vegyész | 14 | 2  | 12 | 14  | 39  | 16 |

### B csoport
| #  | Csapat                     | M  | Gy | V  | Sz+ | Sz- | P  | Megjegyzés     |
| -- | -------------------------- | -- | -- | -- | --- | --- | -- | -------------- |
| 1. | Zalaegerszegi TE           | 16 | 13 | 3  | 43  | 15  | 29 |                |
| 2. | Kecskeméti SC              | 16 | 12 | 4  | 40  | 17  | 28 |                |
| 3. | MAFC                       | 16 | 11 | 5  | 36  | 24  | 27 |                |
| 4. | Nyíregyházi TK             | 16 | 10 | 6  | 34  | 27  | 26 |                |
| 5. | Veszprémi RC               | 16 | 9  | 7  | 32  | 30  | 25 |                |
| 6. | Pomázi Komplex Building SE | 16 | 9  | 7  | 33  | 28  | 23 | 2 pont levonva |
| 7. | Tatabányai SC              | 16 | 6  | 10 | 29  | 35  | 22 |                |
| 8. | Győri Dózsa                | 16 | 1  | 15 | 13  | 45  | 17 |                |
| 9. | Ifjúsági válogatott        | 16 | 1  | 15 | 7   | 46  | 17 |                |

* M: Mérkőzés Gy: Győzelem V: Vereség Sz+: Nyert szett Sz-: Vesztett szett P: Pont

## Rájátszás

### 1–8. helyért
Negyeddöntő: Papiron SC Szeged–Dunaferr SE 3:0, 3:0 és Kaposvári Somogy SC–Nyíregyházi VSC 3:0, 3:0 és Csepel SC–Malév SC 3:0, 1:3, 0:3 és Tungsram SC-Újpest–Vasas SC 3:0, 3:1
Elődöntő: Papiron SC Szeged–Tungsram SC-Újpest 3:1, 3:0, 2:3, 3:1 és Kaposvári Somogy SC–Malév SC 3:1, 3:1, 3:0
Döntő: Papiron SC Szeged–Kaposvári Somogy SC 2:3, 0:3, 0:3
3. helyért: Tungsram SC-Újpest–Malév SC 0:3, 3:1, 3:0, 3:0
5–8. helyért: Csepel SC–Nyíregyházi VSC 3:0, 0:3, 3:1 és Vasas SC–Dunaferr SE 3:0, 3:1
5. helyért: Csepel SC–Vasas SC 0:3, 3:1, 3:2
7. helyért: Nyíregyházi VSC–Dunaferr SE 3:0, 3:0

### 9–12. helyért
| #   | Csapat              | M | Gy | V | Sz+ | Sz- | P  |
| --- | ------------------- | - | -- | - | --- | --- | -- |
| 9.  | Szolnoki Vegyiművek | 6 | 5  | 1 | 15  | 7   | 11 |
| 10. | Zalaegerszegi TE    | 6 | 3  | 3 | 11  | 10  | 9  |
| 11. | Kazincbarcikai SC   | 6 | 2  | 4 | 10  | 13  | 8  |
| 12. | Kecskeméti SC       | 6 | 2  | 4 | 8   | 14  | 8  |

### 13–18. helyért
| #   | Csapat                     | M  | Gy | V  | Sz+ | Sz- | P  | Megjegyzés     |
| --- | -------------------------- | -- | -- | -- | --- | --- | -- | -------------- |
| 13. | MAFC-Olivetti              | 26 | 18 | 8  | 59  | 39  | 44 |                |
| 14. | Pomázi Komplex Building SE | 26 | 16 | 10 | 59  | 41  | 40 | 2 pont levonva |
| 15. | Veszprémi RC               | 26 | 14 | 12 | 53  | 47  | 40 |                |
| 16. | Tatabányai SC              | 26 | 13 | 13 | 50  | 49  | 39 |                |
| 17. | Nyíregyházi TK             | 26 | 13 | 13 | 49  | 49  | 39 |                |
| 18. | Győri Dózsa                | 26 | 2  | 24 | 17  | 74  | 28 |                |

* M: Mérkőzés Gy: Győzelem V: Vereség Sz+: Nyert szett Sz-: Vesztett szett P: Pont